# Vicariato Apostólico de Pakxe
O Vicariato Apostólico de Pakxe (em latim: Vicariatus Apostolicus Paksensis) é uma circunscrição eclesiástica da Igreja Católica situada em Pakxe, Laos. Atualmente seu vigário apostólico é Andrew Souksavath Nouane Asa. Sua Sé é a Catedral do Sagrado Coração de Pakxe.
Possui 57 paróquias servidas por 15 padres, abrangendo uma população de 1.260.921 habitantes, com 1,6% da população jurisdicionada batizada (20.758 batizados).

## História
O vicariato apostólico foi erigido em 12 de junho de 1967 pela bula Christi parabola do Papa Paulo VI, recebendo o território do Vicariato Apostólico de Savannakhet.
Em 11 de dezembro de 2016, em Vientiane, alguns mártires do Laos que trabalhavam no vicariato foram beatificados, incluindo os padres missionários René Dubroux, morto em 1959, e Lucien Galan, morto em 1968.

## Prelados
|                          | Nome                                    | Período     | Notas                                   |
| Vicariato                | Vicariato                               | Vicariato   | Vicariato                               |
| ------------------------ | --------------------------------------- | ----------- | --------------------------------------- |
| 4º                       | Andrew Souksavath Nouane Asa            | 2022-       | Atual                                   |
| 3º                       | Louis-Marie Ling Mangkhanekhoun, I.V.D. | 2000-2017   | Nomeado Vigário Apostólico de Vientiane |
| 2º                       | Thomas Khamphan †                       | 1975 - 2000 |                                         |
| 1º                       | Jean-Pierre Urkia, M.E.P. †             | 1967-1975   |                                         |
| Administrador Apostólico |                                         |             |                                         |
|                          | Andrew Souksavath Nouane Asa            | 2017-2022   | Padre da mesma                          |